# Богдан А. Поповић
Богдан А. Поповић (Нови Сад, 1936 — Београд, 27. јул 2024) био је  српски књижевник, уредник, публициста и универзитетски предавач.

## Биографија
Завршио је студије опште књижевности и теорије књижевности на на Филолошком факултету у Београду. Објављивао је текстове у више листова и часописа, а деценијама у Књижевним новинама и у недељнику НИН. Уређивао је и часопис Књижевност од 2006. до 2009. године. Предавао је југословенску књижевност на два америчка универзитета и радио као уредник у једној новинско-издавачкој и једној издавачкој кући.
Саставио је изборе из поезије (са пропратним текстовима) Лазе Костића, Миодрага Павловића, Васка Попе, Стевана Раичковића и Бранка миљковића, Марије Шимоковић, Владимира В. Предића, Михаила Ренџова и др. Био је приређивач избора текстова објављених у часопису Књижевност: Токови и промене 1 (2006) и Токови и промене 2 (2009).
За књигу И песници и критичари добио је награду "Ђорђе Јовановић" за 2012. годину која се додељује за најбоље критичко-есејистичко дело.

## Дела
- Начела и дела (1970)
- Поезија и традиција (1971)
- Поезија и критика (1972)
- Савремени песници (1975)
- Дневни послови (1981)
- Епски распон Миодрага Павловића (1985)
- Песници и критичари (1998)
- Критички колажи (2006)
- И песници и критичари (2012)